# میتسوبیشی یواف‌جی نیکوس
میتسوبیشی یواف‌جی نیکوس (انگلیسی: Mitsubishi UFJ NICOS) شرکت خدمات مالی و بانکداری ژاپنی است، که در سال ۱۹۵۱ تأسیس شد.
این شرکت در دوران رونق اقتصادی ژاپن پس از جنگ جهانی به اولین و بزرگترین شرکت اعتباری ژاپن تبدیل شد.